# 富岡秀高
富岡 秀高（とみおか ひでたか、生没年不詳）は、戦国時代後期の武将。上野国小泉城（現在の群馬県大泉町）城主。小山高朝の次男。初名は小山 重朝（おやま しげとも）。富岡秀親（清四郎、主税助）の後を継いで、秀高（六郎四郎、対馬守）を名乗り、後に出家し対馬入道と号した。別名、秀朝（彦四郎）とも。子に富岡秀長（六郎四郎）、富岡氏高（新三郎）、兄に小山秀綱、弟に結城晴朝がいる。
富岡氏は結城氏の庶流であり、上野赤井氏に臣従していた。永禄5年（1562年）長尾景虎（上杉謙信）の上野侵攻により赤井氏が没落すると、その旧領は館林領と小泉領とに二分され、館林城は長尾当長に与えられた。しかし小泉領は富岡氏が勢力を伸ばし、景虎はこれを認めている。しかし永禄9年（1566年）横瀬成繁、成田氏長が上杉方から北条方に鞍替えした為、上杉方として両氏と抗争を繰り返すものの、永禄10年（1567年）4月には北条氏康に通じている。永禄12年（1569年）には長尾当長までも北条方となり、富岡氏に隣接する有力国衆は全て北条方となり、越相同盟を迎えている。
北条氏に属するにあたり、北条方の小山秀綱に依頼し（宗家である結城晴朝は上杉氏と結んで敵対関係にあった）その弟の重朝が富岡秀親（清四郎）の後継ぎとなり、秀高（六郎四郎）と名乗った。翌年（1570年）、北条氏政から家督相続を祝されている。
天正6年（1578年）の御館の乱では、秀高（六郎四郎）は、北条氏邦傘下として上杉景虎救援に向かい、天正9年（1580年）には駿河まで出陣し、武田氏と戦っている。
天正10年（1581年）には、織田家臣・滝川一益に服属したが、同年6月の本能寺の変を一益に伏せられてしまった為、神流川の戦いにはどちらにも参陣できず、翌月北条氏直より不審を買っている。
天正11年（1582年）、長尾顕長、由良国繁の兄弟が反北条方に寝返り沼尻の合戦が勃発、佐竹義重、佐野宗綱等が何度も小泉城に攻め寄せるがこれを全て撃退し、天正12年（1583年）、北条氏直から、秀長（六郎四郎）、氏高（新三郎）兄弟へ感状が送られている。この時、秀高は隠居し対馬入道と呼ばれており、秀長（六郎四郎）が跡を継いでいる。翌年、北条氏より新恩知行が隠居分として発給されている。
秀高（対馬入道）は隠居後も健在であり、天正18年（1590年）の小田原征伐の際には新田金山城を守備している。没年不詳。